# Wachtliella gypsophilae
Wachtliella gypsophilae är en tvåvingeart som beskrevs av Fedotova 1983. Wachtliella gypsophilae ingår i släktet Wachtliella och familjen gallmyggor.
Artens utbredningsområde är Kazakstan. Inga underarter finns listade i Catalogue of Life.